# Podział administracyjny Kościoła katolickiego w Chile
Podział administracyjny Kościoła katolickiego w Chile – w ramach Kościoła katolickiego w Chile funkcjonuje obecnie pięć metropolii, w których skład wchodzi pięć archidiecezji, osiemnaście diecezji i dwie terytorialne prałatury. Ponadto istnieje wikariat apostolski i wojskowy ordynariat polowy podlegające bezpośrednio do Rzymu.
Jednostki administracyjne Kościoła katolickiego obrządku łacińskiego w Chile:

## Metropolia Antofagasta
- Archidiecezja Antofagasta
  - Diecezja San Marcos de Arica
    - Parafie w Arica
      - Cristo Hermano
      - Cristo Salvador
      - Espíritu Santo
      - Nuestra Señora del Carmen
      - Inmaculada Concepción
      - Jesús de Nazaret
      - La Anunciación
      - Sagrada Familia
      - Sagrado Corazón
      - San Esteban
      - San Gabriel
      - San Ignacio de Loyola
      - San José Obrero
      - San Marcos - katedra
      - San Pablo
      - San Pedro
      - Santa Cruz

    - Parafia Nuestra Señora del Rosario w Las Peñas
    - Parafia San Miguel w San Miguel de Azapa
    - Parafia Nuestra Señora del Carmen w Belén
    - Parafia San Martín de Tours w Codpa
    - Parafia San Ildefonso w Putre
    - Parafia San Jerónimo de Poconchile w Poconchile

  - Diecezja Iquique[1]
    - Parafie w Iquique
      - Comunidad Santísimo Sacramento
      - Espíritu Santo
      - Inmaculada Concepción – katedra
      - Ntra. Sra. del Perpetuo Socorro
      - Quasi Parroquia María, Estrella del mar
      - San Alberto Hurtado
      - San Antonio de Padua
      - San José
      - San Norberto
      - Santa Rita
      - Santa Teresita del Niño Jesús

    - Parafie Alto Hospicio
      - Doce Apóstoles
      - Ntra. Sra. de la Paz
      - Sagrado Corazón de Jesús

    - Parafia Divino Redentor w Huara
    - Parafia San Andrés w Pica
    - Parafia San Lorenzo w Tarapacá
    - Parafia San José w Pozo Almonte

  - Diecezja San Juan Bautista de Calama
    - Parafie w Calama
      - Catedral San Juan Bautista
      - Jesús Obrero
      - Nª Sª de La Merced
      - San Pablo

    - Parafia El Salvador w Chuquicamata
    - Parafia San Francisco de Asís w Chiu Chiu
    - Parafia Nª Sª de Guadalupe w Ayquina
    - Parafia San Pedro w San Pedro de Atacama

## Metropolia Concepción
- Archidiecezja Concepción
  - Diecezja Chillán[2]
    - Dekanat Chillán
      - Parafie w Chillán
        - Buen pastor
        - El Sagrario - katedra
        - Nuestra Señora de La Merced
        - Sagrada Familia
        - San Juan de Dios
        - San Pablo
        - San Francisco
        - San Vicente de Paul
        - Santo Domingo
        - Virgen del Carmen

      - Parafia Nuestra Señora de Fátima w Colliguay
      - Parafia Nuestra Señora de Tránsito w Pinto
      - Parafia Sagrado Corazón de Jesús w Coihueco
      - Parafia San Bernardo w Chillán Viejo

    - Dekanat Norte
      - Parafia San Carlos de Borromeo w San Carlos
      - Parafia San Fabián w San Fabián
      - Parafia San Gregorio w San Gregorio
      - Parafia Santísima Trinidad w Cachapoal
      - Parafia Santísima Trinidad w San Carlos

    - Dekanat Costa
      - Parafia Cristo Rey w San Nicolás
      - Parafia Dulce Nombre de Jesús w Quirihue
      - Parafia Nuestra Sra. del Carmen w Portezuelo
      - Parafia Nuestra Señora del Rosario w Ninhue
      - Parafia San José w Cobquecura

    - Dekanat Sur
      - Parafia Inmaculada Concepción w Quillón
      - Parafia Nuestra Señora del Carmen w El Carmen
      - Parafia Nuestra Sra. de Guadalupe w Quiriquina
      - Parafia San Ignacio w San Ignacio
      - Parafia San José w Pemuco
      - Parafia San Miguel w Yungay
      - Parafia Santísima Cruz w Bulnes

  - Diecezja Los Ángeles[3]
    - Dekanat Ciudad
      - Parafie w Los Ángeles
        - El Buen Pastor
        - Jesús de Nazareth
        - Nuestra Señora de Fátima
        - Nuestra Señora del Perpetuo Socorro
        - San Francisco
        - San Juan Bautista
        - San Judas Tadeo
        - San Miguel - katedra
        - Santa Maria Madre de la Iglesia
        - Santiago Apóstol
        - Sagrada Familia

    - Dekanat  Cordillera
      - Parafia Inmaculada Concepción de Antuco w Antuco
      - Parafia Nuestra Señora de Las Mercedes de Quilleco w Quilleco
      - Parafia Nuestra Señora de Lourdes Chacayal w Chacayal Norte
      - Parafia San Diego de Alcala de Tucapel w Tucapel
      - Parafia San Esteban de Mulchén w Mulchén
      - Parafia Santa Bárbara w Santa Bárbara
      - Parafia Santuario Purísima de San Carlos de Puren w San Carlos de Purén
      - Parafia Nuestra Señora de Guadalupe w Alto Bio Bio
      - Parafia Nuestra Señora del Rosario de Quilaco w Quilaco

    - Dekanat  Costa
      - Parafia Cristo Rey w Laja
      - Parafia Nacimiento del Divino Salvador w Nacimiento
      - Parafia Nuestra Señora del Carmen w Negrete
      - Parafia San Rosendo w San Rosendo
      - Parafia Santa Gemita w Santa Fe

  - Diecezja Temuco[4]
    - Dekanat Angol
      - Parafie w Angol
        - Cristo Rey
        - Inmaculada Concepción
        - San Buenaventura

      - Parafia San Enrique w Purén
      - Parafia San Felipe Nerii w Capitán Pastene
      - Parafia San Lorenzo w Renaico
      - Parafia San Luis Gonzaga w Collipulli
      - Parafia San Juan Bautista, Huequén w Huequén
      - Parafia Los Santos Ángeles w Los Sauces

    - Dekanat Imperial
      - Parafia Nuestra Señora del Carmen w Chol Chol
      - Parafia San Antonio de Padua w Galvarino
      - Parafia San José de la Costa w Trovolhue
      - Parafia San Miguel w Nueva Imperial
      - Parafia San Pablo w Carahue

    - Dekanat Temuco
      - Parafie w Temuco
        - Corazón de María
        - De la Santísima Trinidad
        - Del Espíritu Santo
        - Del Sagrario
        - Jesús Obrero
        - La Anunciación del Señor
        - Nuestra Señora de Lourdes
        - Perpetuo Socorro
        - San Juan Bautista
        - Santiago Apóstol
        - Santo Tomás de Villanueva
        - San Juan Pablo II w Pillanlelbún

      - Parafia Jesús de la Misericordia w Labranza
      - Parafia Newen Wenu Chaw

    - Dekanat Victoria
      - Parafia La Merced w Victoria
      - Parafia Nuestra Señora de Dolores w Perquenco
      - Parafia San Francisco w Selva Oscura
      - Parafia San Judas Tadeo w Ercilla
      - Parafia San Pedro w Curacautín
      - Parafia San Sebastián w Lonquimay
      - Parafia Sagrado Corazón de Jesús w Lautaro
      - Parafia Sagrado Corazón de Jesús w Traiguén
      - Parafia Sagrado Corazón de Jesús w Victoria

  - Diecezja Valdivia[5]
    - Dekanat San Antonio Abad
      - Parafie w Valdivia
        - Buen Pastor
        - Cristo Rey
        - Nuestra Señora de la Merced
        - Nuestra Señora del Rosario - katedra
        - Nuestra Señora del Carmen
        - Preciosa Sangre
        - Sagrado Corazón de Jesús
        - Santa Inés
        - Santos Juan y Pedro
        - San Pablo
        - San Pío X

      - Parafia Nuestra Señora del Tránsito w Corral

    - Dekanat San José
      - Parafia Inmaculada Concepción w Río Bueno
      - Parafia Nuestra Señora de Lourdes w Paillaco
      - Parafia San Conrado w Futrono
      - Parafia San José w La Unión
      - Parafia Todos los Santos w Los Lagos

  - Diecezja Villarrica[6]
    - Dekanat Cordillera
      - Parafia Sagrado Corazón de Jesús w Villarrica – katedra
      - Parafia San Sebastián w Curarrehue
      - Parafia San Francisco w Licanray
      - Parafia San Francisco de Asís w Villarrica
      - Parafia Santa Cruz w Pucón

    - Dekanat Centro
      - Parafia Nuestra Señora de Lourdes w Los Laureles
      - Parafia Sagrado Corazón w Quepe
      - Parafia San Juan Evangelista w Pitrufquén
      - Parafia San Sebastián w Freire
      - Parafia Santa María Magdalena w Gorbea

    - Dekanat Norte
      - Parafia Inmaculada Concepción w Cunco
      - Parafia Nuestra Señora del Carmen w Melipeuco
      - Parafia Nuestra Señora del Carmen w Ultracautín
      - Parafia San Antonio de Padua w Padre Las Casas
      - Parafia San Francisco de Asís w Padre Las Casas
      - Parafia San Francisco de Asís w Vilcún
      - Parafia San José w Cherquenco

    - Dekanat San Pedro de la Costa
      - Parafia Cristo Rey w Teodoro Schmidt
      - Parafia Inmaculada Concepción w Boroa
      - Parafia Nuestra Señora del Pilar w Puerto Domínguez
      - Parafia Sagrado Corazón de Jesús w Puerto Saavedra
      - Parafia San Antonio w Nueva Toltén

    - Dekanat Sur
      - Parafia Inmaculada Concepción w Loncoche
      - Parafia Nuestra Señora de Lourdes w Lanco
      - Parafia Nuestra Señora del Rosario w Máfil
      - Parafia San José Obrero w Malalhue
      - Parafia San Sebastián w Panguipulli
      - Parafia San Antonio w Pelchuquín
      - Parafia Santísima Trinidad w Purulón
      - Parafia San José w San José de la Mariquina

## Metropolia La Serena
- Archidiecezja La Serena
  - Diecezja Copiapó[7]
    - Parafie w Copiapó
      - Apóstol San Pablo
      - Jesús de Nazaret
      - Nuestra Señora de La Candelaria
      - Nuestra Señora de La Esperanza
      - Nuestra Señora del Rosario - katedra
      - Sagrado Corazón
      - San José Obrero
      - San Francisco
      - Santísima Trinidad

    - Parafie w Vallenar
      - Inmaculado Corazón de María
      - San Ambrosio
      - San José Obrero
      - Santa Cruz

    - Parafia El Divino Salvador w El Salvador
    - Parafia El Espíritu Santo w Diego de Almagro
    - Parafia Nuestra Señora del Carmen w Alto del Carmen
    - Parafia Nuestra Señora del Carmen w Chañaral
    - Parafia Nuestra Señora del Carmen w Potrerillos
    - Parafia Nuestra Señora de Loreto w Tierra Amarilla
    - Parafia Santa Rosa de Lima w Freirina
    - Parafia San Pedro Apóstol w Huasco
    - Parafia San Vicente de Paul w Caldera

  - Prałatura terytorialna Illapel[8]
    - Parafia Cristo Rey w Guangualí
    - Parafia Jesucristo Crucificado w Huntil
    - Parafia Nuestra Señora de la Candelaria w Mincha
    - Parafia Nuestra Señora de Fátima w Illapel
    - Parafia Nuestra Señora del Carmen de Palo Colorado w Quilimarí
    - Parafia Nuestra Señora del Carmen w Los Vilos
    - Parafia Nuestra Señora. del Rosario w Salamanca
    - Parafia Nuestra Señora del Tránsito w Canela
    - Parafia San Antonio de Padua w Caimanes
    - Parafia San José w Chillepín
    - Parafia San Rafael w Illapel
    - Parafia Santo Tomas de Choapa w El Tambo

## Metropolia Puerto Montt
- Archidiecezja Puerto Montt
  - Diecezja Osorno
    - Parafie w Osorno
      - San Mateo Apóstol, Catedral
      - Nuestra Señora del Carmen
      - Sagrado Corazón
      - María Reina de los Mártires
      - Santa Rosa de Lima
      - Nuestra Señora de Lourdes
      - Jesús Obrero
      - El Buen Pastor
      - San José
      - San Leopoldo Mandic
      - Espíritu Santo

    - Parafia Sagrada Familia w Río Negro
    - Parafia San Joaquín y Santa Ana w Río Negro
    - Parafia San Juan Bautista w San Juan de la Costa
    - Parafia Cristo Resucitado w Cuinco
    - Parafia San Bernardino w Quilacahuín
    - Parafia Nuestra Señora de la Candelaria w San Pablo
    - Parafia San Agustín w Puerto Octay
    - Parafia San Juan Nepomuceno w Cancura
    - Parafia San Sebastián w Purranque
    - Parafia Nuestra Señora de Fátima w Entre Lagos
    - Parafia San Pedro Apóstol w Rupanco

  - Diecezja Punta Arenas[9]
    - Parafie w Punta Arenas
      - Cristo Obrero
      - Nuestra Señora de Fátima
      - Padre Pío de Pietrelcina
      - Sagrado Corazón de Jesús - katedra
      - San Miguel Arcángel
      - Santa Teresa de los Andes
      - Santuario María Auxiliadora

    - Parafia Nuestra Señora del Carmen w Puerto Williams
    - Parafia Maria Auxiliadora w Puerto Natales
    - Parafia San Francisco w Sales de Porvenir

  - Diecezja Ancud[10]
    - Zona Pastoral Norte
      - Parafia Buen Pastor w Ancud
      - Parafia El Sagrario w Ancud
      - Parafia Nuestra Señora del Tránsito w Lliuco
      - Parafia Patrocinio San José w Quemchi
      - Parafia San Antonio w Chacao
      - Parafia San Ramón w Nal

    - Zona Pastoral Centro
      - Parafia Apóstol Santiago w Castro
      - Parafia Corazón de María w Quilquico
      - Parafia Natividad de María w Rilán
      - Parafia Nuestra Señora de los Dolores w Dalcahue
      - Parafia Nuestra Señora de los Dolores w Volgue
      - Parafia Nuestra Señora del Carmen (Santos Reyes) w Chaulinec
      - Parafia Nuestra Señora del Patrocinio w Tenaún
      - Parafia Nuestra Señora del Perpetuo Socorro w Quenac
      - Parafia Nuestra Señora del Rosario w Chelín
      - Parafia Sagrado Corazón w Castro
      - Parafia San Francisco Javier w Mechuque
      - Parafia San Juan Pablo II w Nercón
      - Parafia San Judas Tadeo w Curaco de Vélez
      - Parafia Santa María de Loreto w Achao

    - Zona Pastoral Sur
      - Parafia Nuestra Señora del Carmen w Quellón
      - Parafia Nuestra Señora del Tránsito w Queilen
      - Parafia San Carlos w Chonchi
      - Parafia San Pedro Nolasco w Puqueldón
      - Parafia San Pedro w Melinka

    - Zona Pastoral Cordillera
      - Parafia Nuestra Señora de Lourdes w Chaiten
      - Parafia Nuestra Señora del Rosario de la Cordillera w Futaleufú

## Metropolia Santiago de Chile
- Archidiecezja Santiago de Chile
  - Diecezja Linares[11]
    - Dekanat Linares
      - Parafie w Linares
        - El Sagrario - katedra
        - Inmaculado Corazón de María
        - Jesús Obrero
        - María Auxiliadora
        - María Peregrina
        - Nuestra Señora del Carmen
        - Nuestra Señora del Rosario de Pompeya
        - San Antonio de Padua
        - Santos Chilenos

      - Parafia De la Santa Cruz w Yerbas Buenas
      - Parafia Nuestra Señora de la Buena Esperanza w Panimávida
      - Parafia San Miguel Arcángel w Colbún

    - Dekanat San Javier
      - Parafia Niño Jesús w Villa Alegre
      - Parafia San Francisco w Huerta de Maule
      - Parafia San Francisco Javier w San Javier
      - Parafia San Juan w Orilla de Maule
      - Parafia Santa Rosa w Melozal
      - Parafia Santísima Virgen de la Merced w San Javier

    - Dekanat Parral
      - Parafie w Parral
        - San José
        - San Francisco
        - San Sebastián de Los Cuarteles

      - Parafia San Lorenzo w Longaví
      - Parafia San Ramón w Retiro

    - Dekanat Constitución
      - Parafia Nuestra Señora del Carmen w Nirivilo
      - Parafia Nuestra Señora del Tránsito w Putú
      - Parafia San Ignacio w Empedrado
      - Parafia San José w Constitución

    - Dekanat Cauquenes
      - Parafie w Cauquenes
        - San Pedro
        - San Alfonso María de Ligorio
        - San Francisco de Asís

      - Parafia San Ambrosio w Chanco
      - Parafia San Luis Gonzaga w Sauzal
      - Parafia Santo Toribio w Curanipe

  - Diecezja Melipilla[12]
    - Dekanat Melipilla
      - Parafia Nuestra Señora de la Merced
      - Parafia Sagrada Familia
      - Parafia San José
      - Parafia Santa Teresa de Los Andes

    - Dekanat Rural
      - Parafia Navidad del Señor w Navidad
      - Parafia Nuestra Señora de la Presentación w Mallarauco
      - Parafia Nuestra Señora de Lourdes w Bollenar
      - Parafia Nuestra Señora del Carmen w Curacaví
      - Parafia Nuestra Señora del Carmen w Puangue
      - Parafia San Jerónimo w Alhué
      - Parafia San Pedro w San Pedro
      - Parafia Santa Rita w María Pinto
      - Parafia Santa Rosa de Lima w Chocalán

    - Dekanat San Antonio
      - Parafia Cristo Rey w Llolleo
      - Parafia Nuestra Señora de la Asunción w Las Cruces
      - Parafia Nuestra Señora del Rosario w El Tabo
      - Parafia Purísima Inmaculada Concepción w Lo Abarca
      - Parafia San Antonio de Padua w San Antonio
      - Parafia Santo Domingo de Guzmán w Rocas de Santo Domingo
      - Parafia Santa Luisa de Marillac w Barrancas
      - Parafia Virgen Medianera w Cartagena

    - Dekanat Talagante
      - Parafia Francisco de Asís w El Monte
      - Parafia Inmaculada Concepción w Talagante
      - Parafia Niño Dios w Malloco
      - Parafia Nuestra Señora de la Merced w Isla de Maipo
      - Parafia Nuestra Señora del Carmen w Peñaflor
      - Parafia Nuestra Señora del Rosario w Peñaflor
      - Parafia Sagrado Corazón w Talagante
      - Parafia San Ignacio de Loyola w Padre Hurtado
      - Parafia Santa Rosa de Lima w Chena
      - Parafia Santo Domingo de Guzmán w Lonquén

  - Diecezja Rancagua
    - Dekanat Cardenal Caro
      - Inmaculada Concepción w Pichilemu
      - La Santa Cruz w Santa Cruz
      - Natividad de la Santísima Virgen María w Lolol
      - Nuestra Señora de la Merced w Marchigüe
      - Nuestra Señora de la Merced w Nancagua
      - Nuestra Señora de las Nieves w Paredones
      - Nuestra Señora del Carmen w Auquinco
      - Nuestra Señora del Rosario w Litueche
      - Nuestra Señora del Rosario w Pumanque
      - Sagrado Corazón w Isla de Yáquil
      - Sagrada Familia w Palmilla
      - San Andrés w Ciruelos
      - San Antonio de Padua w Chépica
      - San Francisco de Asis w Placilla
      - San Francisco de Asis w San Pedro de Alcántara
      - San Francisco Javier w Peralillo
      - San José w Cunaco
      - San Nicolás de Tolentino w La Estrella

    - Dekanat Purísima
      - Inmaculada Concepción w La Compañía
      - Nuestra Señora de la Merced w Codegua
      - Nuestra Señora del Carmen w Graneros
      - San Francisco de Asís w Mostazal

    - Dekanat Rancangua
      - Parafie w Rancangua
        - Cristo Rey
        - Divino Maestro
        - El Sagrario
        - La Merced
        - Madre de la Divina Providencia
        - Nuestra Señora del Carmen
        - Nuestra Señora del Monte Carmelo
        - San Agustín Hipona
        - San Francisco de Asís
        - San José Obrero
        - Santa Clara de Asis
        - Santa Gemita
        - Santísima Trinidad
        - Santo Cura de Ars

      - San Juan Bautista w Machalí
      - La Sagrada Familia w Machalí

    - Dekanat San Fernando-Chimbarongo
      - Parafie w San Fernando
        - Nuestra Señora del Carmen
        - San Agustín
        - San Fernando Rey
        - Santa Rita de Casia, Sector Poniente

      - La Santa Cruz w Tinguiririca
      - Nuestra Señora de la Merced w Chimbarongo
      - Nuestra Señora del Carmen w San Enrique
      - San José w Chimbarongo

    - Dekanat Santa Rosa
      - Jesús Crucificado w Los Lirios
      - Nuestra Señora de la Asunción w Quinta de Tilcoco
      - Nuestra Señora de la Merced w Corcolén
      - Nuestra Señora del Carmen w Olivar Alto
      - Nuestra Señora del Rosario w Guacarhue
      - Nuestra Señora del Rosario w Rosario
      - San José w Requínoa
      - San Judas Tadeo w Malloa
      - San Nicodemo w Coínco
      - Santa Ana w Rengo w Rengo
      - Santa Rosa de Lima w Pelequén

    - Dekanat Santos Apóstoles
      - Asunción de María w Lo Miranda
      - Del Sagrado Corazón w Las Cabras
      - Inmaculada Concepción w Peumo
      - Nuestra Señora de la Merced w Coltauco
      - Nuestra Señora de la Merced w Doñihue
      - Nuestra Señora de la Merced w Zúñiga
      - Nuestra Señora del Rosario w Pichidegua
      - San José w El Manzano
      - San Juan Evangelista w San Vicente de Tagua Tagua
      - Santo Toribiow w San Vicente de Tagua Tagua

  - Diecezja San Bernardo[13]
    - Parafie w gminie Buin
      - Corpus Christi w Alto Jahuel
      - Inmaculada Concepción w Maipo
      - Sagrado Corazón w Buin
      - Sagrada Familia w Linderos
      - San José Patriarca de la Esperanza w Buin
      - Santos Ángeles Custodios w Buin
      - Virgen del Rosario w Valdivia de Paine

    - Parafie w El Bosque
      - Espíritu Santo
      - Nuestra Señora del Carmen
      - María, Nuestra Señora del Molino
      - San Marcos
      - Santa Teresa de Los Andes

    - Parafie w La Pintana
      - Iglesia Rectoral San Josemaría Escrivá de Balaguer
      - Jesús, el Buen Pasto
      - La Ascensión del Señor
      - Nuestra Señora de La Reconciliación
      - Nuestra Señora del Huerto
      - San Ricardo

    - Parafie w gminie Paine
      - Nuestra Señora de Guadalupe w Champa
      - San José w Pintué
      - Santa María Virgen w Paine
      - Santa Teresa de Ávila w Huelquén
      - Virgen del Carmen w Hospital

    - Parafie w gminie San Bernardo
      - Parafie w San Bernardo
        - Nuestra Señora de Fátima
        - Nuestra Señora de La Misericordia
        - Nuestra Señora de los Ángeles
        - Nuestra Señora de Lourdes
        - Nuestra Señora del Rosario
        - San Bernardo
        - San Camilo de Lellis
        - San Clemente
        - San Ignacio de Loyola
        - San Vicente de Paúl
        - San Víctor
        - Santa María Magdalena
        - Santísima Trinidad
        - Santísimo Redentor

      - Divino Maestro
      - Nuestra Señora de los Dolores, María Madre de la Iglesia w El Bosque

    - Parafia San Agustín w Calera de Tango
    - Parafia Santísimo Sacramento w Pirque

  - Diecezja San Felipe[14]
    - Dekanat Los Andes
      - Parafie w Los Andes
        - La Asunción
        - Nuestra Señora de Fátima
        - Santo Cristo de la Salud
        - Santa Rosa de Lima

      - San José Obrero w Rinconada
      - Nuestra Señora de la Merced w Calle Larga
      - San Esteban Protomártir w San Esteban

    - Dekanat Petorca
      - Nuestra Señora de la Merced w Petorca
      - Nuestra Señora de las Mercedes w Papudo
      - Nuestra Señora del Carmen w Placilla de La Ligua
      - Sagrado Corazón de Jesús w Chincolco
      - San Lorenzo del Ingenio w Cabildo
      - San Luis Rey w Catapilco
      - Santo Domingo de Guzmán w La Ligua
      - Santa Ana w Longotoma
      - Santa Teresa de Jesús w Zapallar

    - Dekanat San Felipe
      - Parafie w San Felipe
        - El Sagrario - katedra
        - Espíritu Santo
        - Nuestra Señora del Rosario de Andacollo
        - Nuestra Señora de la Merced
        - Sagrada Familia
        - San Antonio de Padua (Almendral)

      - Inmaculada Concepción w Santa María
      - Nuestra Señora del Carmen w Rinconada de Silva
      - San Antonio de Padua w Putaendo
      - San Ignacio de Loyola w Llay Llay
      - San José w Catemu
      - San Francisco de Asís w Curimón
      - San Maximiano w Panquehue

  - Diecezja Talca[15]
    - Dekanat Costa
      - Nuestra Señora del Carmen w Vichuquén
      - Nuestra Señora del Rosario w Curepto
      - Inmaculada Concepción w Villa Prat
      - San Policarpo w La Huerta de Mataquito
      - San Miguel Arcángel w Licantén
      - Santísimo Sacramento de la Eucaristía w Hualañé
      - Vice-Parroquia w Llico

    - Dekanat Curicó Ciudad
      - Parafie w Curicó
        - Cristo Resucitado
        - Jesús Obrero
        - Jesús de Nazaret
        - Iglesia la Merced
        - Santuario el Carmen
        - Nuestra Señora del Rosario
        - Iglesia San Francisco
        - San José (La Matriz)
        - San Juan Bautista
        - Santísima Trinidad

    - Dekanat Curicó Rural
      - Nuestra Señora de Lourdes w Cordillerilla
      - Nuestra Señora del Pilar w Romeral
      - Nuestra Señora del Tránsito w Molina
      - Sagrada Familia w Sagrada Familia
      - San Bonifacio w Lontué
      - San Juan de Dios w Teno
      - San Pedro w Rauco
      - Unidad Pastoral w Sarmiento

    - Dekanat Talca Ciudad
      - Parafie w Talca
        - Corazón de María
        - El Sagrario - katedra
        - Espíritu Santo
        - Inmaculada Concepción
        - La Merced
        - Los Doce Apóstoles
        - Nuestra Señora de Fátima
        - Sagrada Familia Talca
        - San Agustín
        - San Alberto Hurtado
        - San Luis Gonzaga
        - San Sebastián
        - Santa Ana
        - Santa Teresita del Niño Jesús

    - Dekanat Talca Rural
      - Inmaculada Concepción w Pencahue
      - Nuestra Señora de La Merced w Cumpeo
      - Sagrado Corazón de Jesús w Maule
      - San Clemente w San Clemente
      - San José w Colín
      - San José w Duao
      - San José w Pelarco
      - San Rafael w San Rafael
      - Santa Amalia w El Sauce
      - Sagrado Corazón de Jesús w Gualleco
      - Vice-Parroquia w Bajos de Lircay

  - Diecezja Valparaíso[16]
    - Dekanat Juan XXIII
      - Parafie w Valparaíso
        - El Salvador del Mundo La Matriz
        - Espíritu Santo - katedra
        - Jesús, el Buen Pastor
        - Nuestra Señora de la Medalla Milagrosa
        - Nuestra Señora del Carmen
        - Nuestra Señora del Perpetuo Socorro
        - Nuestra Señora del Puerto Claro
        - Nuestra Señora del Sagrado Corazon
        - San Luis Gonzaga
        - San Judas Tadeo
        - San Vicente de Paúl

      - Santa Cruz, Isla de Pascua w Rapa Nui

    - Dekanat La Santa Cruz del Valle
      - Parafie w Limache
        - La Santa Cruz
        - Nuestra Señora de Lourdes
        - Santísima Trinidad

      - Parafie w Quillota
        - Nuestra Señora de la Merced,
        - Nuestra Señora de los Desamparados
        - San Martín de Tours
        - Santa Teresita del Niño Jesús

      - Nuestra Señora del Rosario w Olmué
      - San Isidro w Charravata
      - Santa Cruz w La Cruz

    - Dekanat Nuestra Señora del Carmen del Valle del Aconcagua
      - Nuestra Señora del Carmen w Nogales
      - San José w La Calera
      - San Nicolás w Hijuelas
      - Santa Isabel w El Melón
      - Santo Nombre de Jesús w La Calera

    - Dekanat Purísima de Lo Vásquez
      - La Purificación de Nuestra Señora w Algarrobo
      - Nuestra Señora de las Mercedes w Lagunillas
      - San Juan Evangelista w El Quisco
      - Santa Bábara w Casablanca
      - Santuario Purísima de Lo Vásquez w Casablanca

    - Dekanat Santa María del Almendral
      - Parafie w Valparaíso
        - Inmaculada Corazón de María,
        - Los Doce Apóstoles
        - Nuestra Señora de Andacollo
        - Nuestra Señora de Lourdes
        - Nuestra Señora de la Esperanza
        - Nuestra Señora del Pilar
        - Sagrado Corazón de Jesus
        - San Juan Bosco

      - San Pablo w Placilla

    - Dekanat Santa María del Mar
      - Parafie w Viña del Mar
        - Inmaculada Concepción
        - San Antonio
        - San Benito
        - Santa Inés, Santa Inés
        - Virgen del Carmen
        - Nuestra Señora de Fátima
        - Nuestra Señora de Lourdes
        - Madre de Dios
        - San Miguel
        - San Rafael

      - La Resurrección del Señor w Las Ventanas
      - Nuestra Señora de los Dolores w Plaza Estación
      - Nuestra Señora de las Mercedes w Concón
      - Nuestra Señora del Rosario w Puchuncaví
      - Santa Filomena w Quintero
      - Santa María de los Ángeles w Reñaca

    - Dekanat Santa María de Marga Marga
      - Parafie w Quilpué
        - Nuestra Señora del Rosario
        - Sagrado Corazón de Jesus
        - Sagrados Corazones de Jesus y Maria
        - San Pío X
        - Santa María Madre de la Iglesia

      - La Asunción w Peñablanca
      - San Felipe Neri w Villa Alemana
      - San Nicolás de Bari w Villa Alemana

    - Dekanat Viña Norte
      - Parafie w Viña del Mar
        - La Asunción de la Virgen María
        - Sagrado Corazón de Jesus
        - San José
        - San Juan Evangelista

      - Parafia Jesucristo Misionero w Reñaca

## Diecezje podległe bezpośrednio doRzymu
- Ordynariat Polowy Chile
- Wikariat apostolski Aysén[17]
  - Santa Teresita w Puerto Aysén
  - Nuestra Señora de los Dolores w Coyhaique
  - Nuestra Señora del Carmen w Chile Chico
  - Estrella del Mar w Puerto Aguirre
  - San José Obrero w Cochrane
  - Nuestra Señora del Trabajo w Puerto Cisnes